# Pierre Hérigone
Pierre Hérigone (latinizado como Petrus Herigonius) (1580-1643) fue un matemático y astrónomo francés. Destacó por el uso sistemático de terminología y de símbolos matemáticos novedosos en sus tratados.

## Trabajos

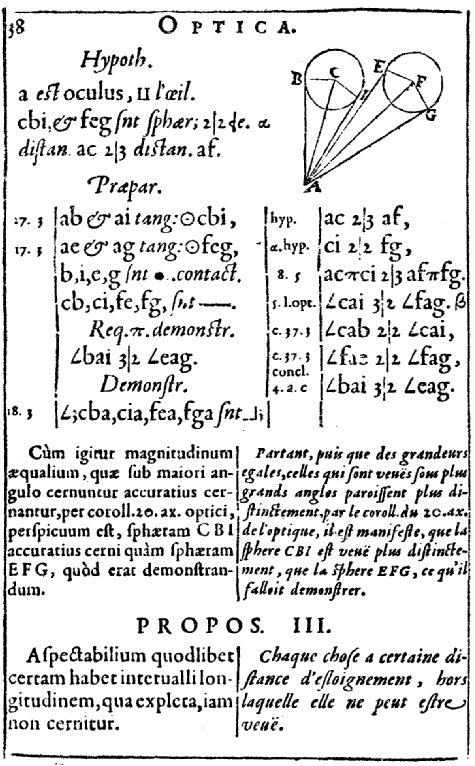
Una demostración de la Óptica de Euclides traducida par Hérigone (Tomo V)

De origen vasco, Hérigone enseñó en París durante la mayor parte de su vida.
Solo se conserva uno de los trabajos Hérigone: Cursus mathematicus, nova, brevi, et clara methodo demonstratus, per notas reales et universales, citra usum cujuscunque idiomatis intellectu faciles (publicado en París en seis volúmenes de 1634 a 1637; segunda edición de 1644), un compendio de matemática elemental escrito en francés y en latín.  El trabajo introdujo un sistema de notación matemática y lógica. Se ha dicho que "Hérigone introdujo tantos símbolos nuevos en este trabajo de seis volúmenes, que algunos sugieren que la introducción de estos símbolos, más que redactar un texto de matemática eficaz, era su verdadero objetivo." Florian Cajori ha escrito que el trabajo contiene "un reconocimiento pleno de la importancia de la notación y una ansia casi temeraria para introducir un conjunto exhaustivo de símbolos..."
Hérigone puede haber sido el primero en introducir el símbolo matemático para expresar un ángulo. Utilizó tanto el símbolo "abajo" como el símbolo "<" para indicar "menor que".
|  |

También introdujo el símbolo {\displaystyle \bot } (una "T" invertida) para expresar perpendicularidad.

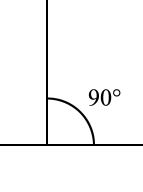
El símbolo que denota perpendicularidad

Respecto a la notación para los exponentes, Herigone escribía a, a2, a3, etc. (aunque los números no eran todavía superíndices como lo son hoy).
Hérigone también creó un código numérico para recordar los números largos en el que se asignaban varios fonemas consonánticos a las diferentes cifras, mientras que las vocales eran suministradas por el memorizador: 1 (t, d), 2 (n), 3 (m), 4 (r), 5 (l), 6 (j, ch, sh), 7 (c, k, g), 8 (f, v, ph), 9 (p, b), 10 (z, s).
En el trabajo de Hérigone se encuentran ejemplos escritos tempranos del uso de determinados términos matemáticos.  Por ejemplo, Parallelipipedon, una forma arcaica de paralelepípedo, aparece en una versión en inglés datada en 1570. Hérigone utilizó la grafía parallelepipedum.

## Hérigone y la cámara oscura
En el Cursus mathematicus, Hérigone describe una cámara oscura con forma de copa (Capítulo 6, página 113). Hérigone no dibujó su cámara, pero Johann Zahn ilustraría el diseño en su Oculus Artificialis Teledioptricus Sive Telescopium (1685). La cámara oscura con forma de copa de Hérigone, más una novedad que otra cosa, estaba construida de tal manera que permitía espiar a otros mientras se estaba tomando una bebida. El espejo en ángulo de 45 grados del dispositivo tenía un estilizado orificio para la lente, y un cuenco hecho de cristal donde podían verse las imágenes. La tapa llevaba una lente de aumento en la parte superior. Archivado el 11 de junio de 2010 en Wayback Machine.  La lente y el espejo de este dispositivo de mesa para espiar estaban situados en la base, y servían para proyectar una imagen en la pantalla de cristal del fondo de la copa. 

## Trabajo en comités
Hérigone trabajó en numerosos comités científicos, incluyendo uno creado para determinar si el esquema ideado por Jean-Baptiste Morin para determinar la longitud a partir del movimiento de la Luna era práctico. También eran miembros de este comité Étienne Pascal  y Claude Mydorge.
Falleció en París.

## Eponimia
- El cráter lunar Herigonius lleva este nombre en su memoria.
- Las Rimae Herigonius, un sistema de grietas sobre la superficie lunar, comparten el nombre del cráter.